# Kompleks kuća Gazarović u Hvaru
Kompleks kuća Gazarović u gradiću Hvaru, ul. Petra Hektorovića 3 i ul. Frane Primija 2, zaštićeno kulturno dobro.

## Opis dobra
Stambeni sklop gotičko-renesansnog stila. Sastoji se iz cijelog bloka kuća kojeg je Tulije Bartučević okupio u zajedničku cjelinu sredinom 16. stoljeća. Karakterizira ga cijeli niz gotičko-renesansnih elemenata arhitektonske plastike i dvorište na jugu.

## Zaštita
Pod oznakom Z-6628 zaveden je kao nepokretno kulturno dobro - pojedinačno, pravna statusa zaštićena kulturnog dobra, klasificirano kao "stambene građevine".